# (36948) 2000 SO259
2000 SO259 (asteroide 36948) é um asteroide da cintura principal. Possui uma excentricidade de 0.17044170 e uma inclinação de 1.35070º.
Este asteroide foi descoberto no dia 24 de setembro de 2000 por LINEAR em Socorro.